# Diocesi di Saint-Claude
La diocesi di Saint-Claude (in latino: Dioecesis Sancti Claudii) è una sede della Chiesa cattolica in Francia suffraganea dell'arcidiocesi di Besançon. Nel 2022 contava 185.000 battezzati su 258.000 abitanti. È retta dal vescovo Jean-Luc Garin.

## Territorio
La diocesi comprende il dipartimento francese del Giura.
Sede vescovile è la città di Lons-le-Saunier. A Saint-Claude si trova la cattedrale di San Pietro.
Il territorio si estende su 4.499 km² ed è suddiviso in 65 parrocchie.

## Storia
La diocesi fu eretta il 22 gennaio 1742 con una bolla di papa Benedetto XIV e costituita dal territorio dall'antica abbazia territoriale di Saint-Claude (la terre de Saint-Claude con 26 parrocchie), fondata da san Romano e san Lupicino nel V secolo, e da territori sottratti alle arcidiocesi di Besançon e di Lione. Originariamente era suffraganea dell'arcidiocesi di Lione.
In seguito al concordato il 29 novembre 1801 con la bolla Qui Christi Domini di papa Pio VII la diocesi fu soppressa e il suo territorio accorpato all'arcidiocesi di Besançon.
Nel giugno 1817 fra Santa Sede e governo francese fu stipulato un nuovo concordato, cui fece seguito il 27 luglio la bolla Commissa divinitus, con la quale il papa restaurava la sede di Saint-Claude. Tuttavia, poiché il concordato non entrò in vigore in quanto non ratificato dal Parlamento di Parigi, questa erezione non ebbe effetto.
La diocesi fu ristabilita definitivamente il 6 ottobre 1822 con la bolla Paternae charitatis di papa Pio VII, con giurisdizione sul territorio del dipartimento del Giura. La restaurata diocesi fu resa suffraganea dell'arcidiocesi di Lione.
Nel 2002 fu confermata l'appartenenza della diocesi di Saint-Claude alla provincia ecclesiastica dell'arcidiocesi di Besançon.

## Cronotassi dei vescovi
Si omettono i periodi di sede vacante non superiori ai 2 anni o non storicamente accertati.
- Jean-Baptiste-Joseph de Méallet de Fargues † (22 gennaio 1742 - 19 marzo 1785 deceduto)
- Jean-Baptiste de Chabot † (27 giugno 1785 - 16 settembre 1801 dimesso)
  - Sede soppressa (1801-1822)
- Antoine-Jacques de Chamon † (16 maggio 1823 - 28 maggio 1851 deceduto)
- Jean-Pierre Mabile † (5 settembre 1851 - 15 marzo 1858 nominato vescovo di Versailles)
- Charles-Jean Fillion † (15 marzo 1858 - 7 aprile 1862 nominato vescovo di Le Mans)
- Louis-Anne Nogret † (7 aprile 1862 - 29 gennaio 1880 ritirato)
- César-Joseph Marpot † (7 febbraio 1880 - 7 gennaio 1898 deceduto)
- François-Alexandre Maillet † (24 marzo 1898 - 1º novembre 1925 deceduto)
- Rambert-Irénée Faure † (12 marzo 1926 - 27 maggio 1948 deceduto)
- Claude-Constant-Marie Flusin † (31 agosto 1948 - 10 giugno 1975 dimesso)
- Gilbert-Antoine Duchêne † (10 giugno 1975 - 1º dicembre 1994 ritirato)
- Yves François Patenôtre (1º dicembre 1994 - 30 luglio 2004 nominato arcivescovo coadiutore di Sens)
- Jean Marie Henri Legrez, O.P. (22 agosto 2005 - 2 febbraio 2011 nominato arcivescovo di Albi)
- Vincent Alexandre Édouard Élie Jordy (22 luglio 2011 - 4 novembre 2019 nominato arcivescovo di Tours)
- Jean-Luc Garin, dal 10 dicembre 2020

## Statistiche
La diocesi nel 2022 su una popolazione di 258.000 persone contava 185.000 battezzati, corrispondenti al 71,7% del totale.
| anno | popolazione | popolazione | popolazione | presbiteri | presbiteri | presbiteri | presbiteri                | diaconi | religiosi | religiosi | parrocchie |
| anno | battezzati  | totale      | %           | numero     | secolari   | regolari   | battezzati per presbitero | diaconi | uomini    | donne     | parrocchie |
| ---- | ----------- | ----------- | ----------- | ---------- | ---------- | ---------- | ------------------------- | ------- | --------- | --------- | ---------- |
| 1950 | 190.000     | 213.533     | 89,0        | 440        | 370        | 70         | 431                       |         | 70        | 376       | 399        |
| 1969 | 223.000     | 233.547     | 95,5        | 377        | 348        | 29         | 591                       |         | 62        | 685       | 203        |
| 1980 | 225.000     | 243.000     | 92,6        | 317        | 289        | 28         | 709                       |         | 51        | 520       | 392        |
| 1990 | 214.000     | 250.000     | 85,6        | 247        | 229        | 18         | 866                       | 4       | 35        | 340       | 392        |
| 1999 | 211.000     | 260.000     | 81,2        | 195        | 184        | 11         | 1.082                     | 10      | 26        | 248       | 74         |
| 2000 | 200.000     | 250.897     | 79,7        | 193        | 183        | 10         | 1.036                     | 11      | 24        | 248       | 68         |
| 2001 | 200.000     | 250.807     | 79,7        | 190        | 178        | 12         | 1.052                     | 13      | 27        | 245       | 68         |
| 2002 | 200.000     | 250.807     | 79,7        | 186        | 172        | 14         | 1.075                     | 14      | 26        | 238       | 68         |
| 2003 | 200.000     | 250.807     | 79,7        | 181        | 166        | 15         | 1.104                     | 14      | 30        | 225       | 68         |
| 2004 | 250.000     | 250.807     | 99,7        | 173        | 156        | 17         | 1.445                     | 14      | 32        | 210       | 68         |
| 2010 | 183.000     | 258.000     | 70,9        | 122        | 121        | 1          | 1.500                     | 15      | 13        | 144       | 67         |
| 2014 | 188.800     | 263.600     | 71,6        | 98         | 91         | 7          | 1.926                     | 13      | 19        | 144       | 67         |
| 2017 | 191.183     | 266.910     | 71,6        | 79         | 74         | 5          | 2.420                     | 13      | 18        | 121       | 65         |
| 2020 | 192.300     | 268.400     | 71,6        | 74         | 65         | 9          | 2.598                     | 15      | 19        | 107       | 65         |
| 2022 | 185.000     | 258.000     | 71,7        | 68         | 56         | 12         | 2.720                     | 15      | 22        | 74        | 65         |